# Francesco Maria Grimaldi
Francesco Maria Grimaldi (Bologna, 2 aprile 1618 – Bologna, 28 dicembre 1663) è stato un gesuita, fisico e astronomo italiano, la cui fama è legata alla scoperta della diffrazione della luce a cui diede il nome.

## Biografia

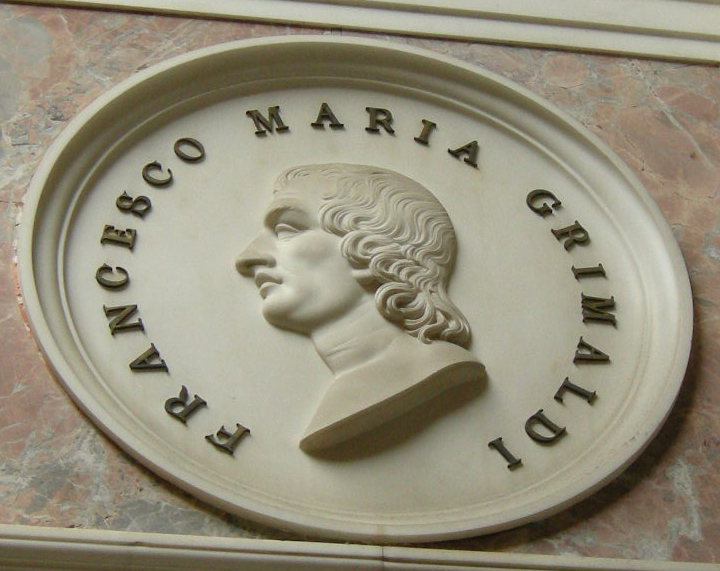
Medaglione di Grimaldi nella Tribuna di Galileo, Firenze

Figlio di Paride Grimaldi, mercante di seta appartenente al ramo emiliano della casata ligure, e da Anna Cattani, di nobile famiglia bolognese. Entrò nella Compagnia di Gesù a Bologna nel 1632, all'età di 14 anni, nel noviziato di S. Ignazio (dove oggi si trova l'Accademia di Belle Arti e la Pinacoteca Nazionale di Bologna). Qui trascorse i primi due anni di noviziato, mentre l'ultimo fu trascorso a Novellara (dove studiò retorica). Nel 1635 si trasferì a Parma nel collegio di S. Rocco dove iniziò il primo dei tre anni del corso di filosofia seguendo le lezioni di logica. Nel 1636 si spostò a Ferrara dove iniziò a seguire le lezioni di fisica. Nel 1637 tornò a Bologna nel Collegio di S. Ignazio dove frequentò l'ultimo anno del corso di filosofia seguendo le lezioni di metafisica. Nel 1638 venne assegnato all'ex Collegio di S. Lucia a Bologna (la cui Chiesa è ora Aula Magna dell'Università di Bologna) dove risiedette per il resto della sua vita. Qui svolse il ruolo di lettore di discipline umanistiche, poi quello di insegnante di filosofia e di matematica.
Il 1º marzo 1651 pronunciò i quattro voti diventando così gesuita.
In campo astronomico, fu assistente di Giovanni Riccioli in studi teorici e sperimentali, osservando le macchie solari e realizzando una particolareggiata descrizione delle macchie lunari, in seguito alla quale compilò una carta della Luna la cui nomenclatura è in uso ancora oggi. Molte delle sue osservazioni sono riportate nel Nuovo Almagesto dello stesso Riccioli.
Importanti i suoi studi sulla diffrazione della luce per l'ipotesi della teoria ondulatoria della luce, espressa per la prima volta nel trattato De lumine pubblicato postumo a Bologna nel 1665  che ha ispirato fra l'altro le opere di Domenico Guglielmini e Robert Hooke.
Prendono il nome da lui il cratere lunare Grimaldi  e l'asteroide 129743 Grimaldi .

## Opere
- (LA) Physico-mathesis de lumine, coloribus et iride aliisque adnexis, Girolamo Bernia, Johann Zieger, 1665.